# Сага (богиня)

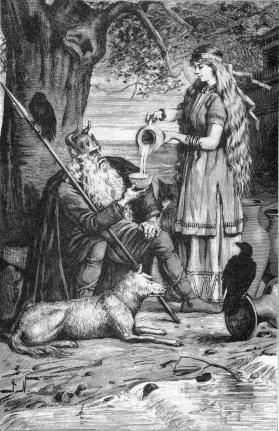
Сага наливает Одину напиток (1893) иллюстрация Йенни Нюстрём.

Сага (древнесканд. Saga) — богиня-асинья скандинавской мифологии, о которой имеется мало данных. Согласно «Речам Гримнира» Старшей Эдды, Сага обитает на Сёкквабекке и ежедневно пьёт там с Одином из золотого сосуда. По-видимому, Сага — лишь другое название Фригг, супруги Одина. Мюлленгофф видит в Саге олицетворение отражения Солнца в воде.